# Isabel Maria del Carme Castellví Gordon
Isabel Maria del Carme Castellví Gordon (Madrid, 1867 - Barcelona, 22 de maig de 1949) fou una poetessa i conferenciant d'origen madrileny també coneguda com a Comtessa del Castellà, nom amb què signava els seus escrits.

## Biografia
Anà a viure a Barcelona després de casar-se amb Salvador Armet, comte de Carlet, i des d'aleshores començà a escriure alguns textos en català. El 1905 va participar en el missatge enviat per Maurice Utrillo a les ambaixades russes per demanar la llibertat i l'indult de l'escriptor i revolucionari rus Gorki, juntament amb escriptors castellans com Unamuno, Pío Baroja, Valle-Inclán, Rubén Darío; o catalans com Guimerà, Enric Granados, Ignasi Iglesias o els francesos Anatole France, Zola, entre d'altres. En pro de la defensa de Gorki, va pronunciar una conferència a l'Ateneu de Madrid amb el títol «L'instint literari meravellós de Gorki».
Entrà al món de les lletres catalanes l'any 1907, any que guanyà la Flor Natural als Jocs Florals de Sant Martí de Provençals. També guanyà altres premis en diferents certàmens. L'any 1911 va assistir a l'Assemblea Nacional de Societats i Corporacions americanistes realitzada a la Casa d'Amèrica de Barcelona. Aquell mateix any publicà el llibre de sonets El poema del cisne y la princesa i l'any 1913 publicà una conferència sobre Gertrudis Gómez de Avellaneda, donada al Centro de Cultura Hispano-Americana.
Seguí publicant en castellà i fent conferències entre Barcelona i Madrid, al mateix temps que publicava els seus sonets en revistes catalanes com Feminal o Antologia de poetes catalans. L'any 1909 publicà a Revista Catalana els poemes «Adéu ma casa» i «A mon fill Jordi», entre d'altres. Enric Granados musicà el seu poema «L'aucell profeta». A la Novela Femenina publicà El Donativo (1925?). D'acord amb els valors cristians publicà Urbanidad (1916), un manual d'urbanitat amb l'objectiu d'inculcar regles de conducta des de la infància.